# Community Service (álbum)
Community Service es un álbum de remezclas continuo publicado por The Crystal Method. Cuenta con remixes de canciones de The Crystal Method, remezclas creadas por The Crystal Method, y canciones de otros artistas. Canciones remezcladas de las bandas populares de Garbage, P. O. D., y Rage Against the Machine hacen las apariencias y la última canción contiene samples de The Matrix. El siguiente álbum, Community Service II, fue lanzado en 2005.

## Lista de canciones
1. ILS - No Soul (PMT Remix) – 4:17
2. Evil Nine - Cake Hole – 5:50
3. Stir Fry - Breakin on the Streets (False Prophet Remix) – 3:54
4. Koma + Bones - Morpheus (Meat Katie and Dylan Rhymes Mix) – 3:41
5. Orbital - Funny Break (One Is Enough) (Plump DJ's Mix) – 5:20
6. Elite Force - Curveball – 4:00
7. Dastrix - Dude in the Moon (Luna Mix) – 6:04
8. The Crystal Method - Name of the Game (Hybrid LA Blackout Remix) – 5:49
9. P.O.D. - Boom (The Crystal Method Remix) – 3:31
10. Ceasefire - Trickshot – 3:16
11. Rage Against the Machine - Renegades of Funk (The Crystal Method Remix) – 3:55
12. Garbage - Paranoid (The Crystal Method Remix) – 5:23
13. The Crystal Method - Wild, Sweet and Cool (Static Revenger Mix) – 4:24
14. Force Mass Motion vs. Dylan Rhymes - Hold Back – 4:37
15. The Crystal Method - You Know It's Hard (Koma + Bones Remix) – 6:40
16. Scratch-D vs. H-Bomb - The Red Pill – 3:24

## Personal
- Jeff Aguila – Ilustraciones
- Tom Beaufoy – Productor
- Howard Benson – Productor
- Billy Brunner – Productor, Remezclador
- Ceasefire – Arreglista, Productor
- Scott Christina – Productor
- Michael Clark – Productor, Mezclador
- The Crystal Method – Productor, Remezclador
- Jake Devere – Producción Asistente
- DJ Swamp – Rascador
- Andy Duckmanton – Productor
- Elite Force – Productor
- Douglas Grean – Guitarrista
- Jim Kissling – Ingeniero
- Mike Koglin – Productor, Mezclador
- Koma & Bones – Productor, Remezclador
- Chris Lord-Alge – Mezclador
- Meat Katie – Productor, Remezclador
- Tom Morello – Guitarrista
- David B. Noller – Productor
- Rage Against the Machine – Productor
- Dylan Rhymes – Productor, Remezclador
- Rick Rubin – Productor
- Static Revenger – Productor, Remezclador
- Ralf Strathmann – Fotógrafo
- Scott Weiland – Vocals